# Juste la fin du monde
Pour les articles homonymes, voir Juste la fin du monde (homonymie).
 (mars 2023).
Si vous disposez d'ouvrages ou d'articles de référence ou si vous connaissez des sites web de qualité traitant du thème abordé ici, merci de compléter l'article en donnant les références utiles à sa vérifiabilité et en les liant à la section « Notes et références ».
Juste la fin du monde est une pièce de théâtre écrite par Jean-Luc Lagarce à Berlin en 1990, dans le cadre de la bourse Medicis, alors qu'il se savait atteint du sida.
La pièce est dominée par les thèmes de la mort et de la difficulté de communication entre les membres de la famille. Enfin, face à la mort inéluctable, le personnage cherche à rassembler des éléments de sa vie et à donner de la cohésion à son existence.
Traduite et jouée en plusieurs langues,, cette pièce a été inscrite au programme des sessions 2008 à 2010 de l'épreuve théâtre du baccalauréat et de la session 2012 des agrégations de lettres et de grammaire, puis aux programmes des classes de premières générales et technologiques du baccalauréat de français pour les sessions 2021 à 2024 et du CAPES de lettres pour les sessions 2023 à 2025.
Le réalisateur de cinéma Xavier Dolan a adapté la pièce dans un film franco-canadien du même nom, sorti en 2016 avec Gaspard Ulliel dans le rôle de Louis ,.

## Résumé
Louis rend visite à sa famille pour la première fois depuis 12 ans. Il retrouve sa mère, sa sœur Suzanne, son frère Antoine et sa belle-sœur Catherine. Il a l'intention de leur annoncer sa maladie et que sa mort prochaine est inéluctable, mais son arrivée fait resurgir souvenirs et tensions familiales. Chacun exprime divers reproches sur sa personnalité et Louis repart sans avoir pu faire l'annonce de sa mort.

## Personnages
- Louis, personnage principal (34 ans)
- Suzanne, sœur cadette de Louis et d'Antoine, marraine de son neveu Louis (23 ans)
- Antoine, frère cadet de Louis (32 ans)
- Catherine, femme d'Antoine (32 ans)
- La mère (61 ans)

## Thèmes
La pièce aborde la question de l'absence du fils et de son retour auprès de sa famille. Dans ses premières œuvres, Retour à la citadelle et Les Orphelins, avant d’apprendre sa séropositivité, Jean-Luc Lagarce s’était déjà intéressé au sujet du retour. La pièce s'inspire non seulement de la parabole du Fils prodigue, mais aussi du mythe de Caïn et d’Abel. Antoine s’offusque du retour de son frère qu’il jalouse, il ne veut pas que Suzanne se réjouisse de sa visite. Selon Antoine, Louis ne mérite pas qu’on l’accueille avec joie ; il a failli à ses responsabilités et a mené une existence qu’Antoine n’a jamais connue. Les rapports entre la mère et Antoine sont difficiles, d’autant plus que Louis est le fils favori. La pièce est aussi liée à l’Odyssée homérique. Les deux histoires narrent la quête, l'odyssée d’un protagoniste – Louis est Ulysse – qui poursuit un but : se faire reconnaître des siens dans le cas de Louis, retrouver sa patrie dans le cas d’Ulysse.
La pièce aborde aussi les thèmes de la crise : la crise personnelle, la crise familiale ou la crise du théâtre, autrement dit la crise du langage. Louis sait qu’il va mourir, et, comme il l’énonce dans le Prologue, « [il] attendai[t] à ne rien faire, […] à ne plus savoir, [il] attendai[t] d’en avoir fini », il est resté passif jusqu’à sa décision de « retourner […] voir [sa famille], revenir sur [ses] pas […] et faire le voyage ». Son attente dans la peur reflète sa crise personnelle et existentielle : il sait qu’il va mourir. La crise familiale se manifeste par la présence des disputes tout au long de la pièce et entre tous les personnages, comme dans la scène 2 de la première partie — la dispute entre Antoine et les autres personnages car ce dernier affirme que Louis se moque des nouvelles que lui rapporte la famille —, la scène 9 de la première partie — la dispute entre Suzanne et Antoine sur le droit de Catherine et Louis à se vouvoyer — ou encore la scène finale de la deuxième partie — Antoine exprime son ressenti sur le retour de Louis si tardivement dans la famille. La crise du langage quant à elle est montrée par les non-dits de la pièce — l’homosexualité de Louis et sa maladie, et donc sa mort prochaine —, mais aussi par l’absence de communication entre Louis et sa famille, qui entraîne la distance entre les membres de la famille et lui, et donc les corrections et épanorthoses incessantes qui créent des phrases à rallonge et un malaise entre tous les personnages.

## Le titre
Le titre ressemble à l’expression « ce n’est pas la fin du monde » pour dire « ce n’est pas grave ». Ce titre est à double sens. L’adverbe « juste » et l'aphérèse (suppression des verbe et sujet dans la phrase sous-entendue « c'est juste la fin du monde ») atténuent de façon ironique la brutalité de l’action qu’introduit le titre. Il annonce que ce n’est rien de grave, c’est juste la fin du monde. Mais ce monde se réduit à celui de Louis, à sa vie menacée, et non à celui de l’humanité. Il y a une forme d’ironie dans ce titre car Louis est soumis à son destin, et ne peut pas de toute façon résister à sa « fin du monde ». Ce titre peut aussi être perçu comme un oxymore.

## Mise en scène
L'absence de didascalies octroie au lecteur une grande liberté d’interprétation. Les dialogues trahissent parfois une certaine méfiance à l’égard du langage[réf. nécessaire], méfiance qu’on retrouve chez beaucoup de dramaturges du XXe siècle[réf. nécessaire]. Les dialogues sont construits par l'apposition de longues tirades, mettant ainsi l'accent sur l'importance du langage, de la communication et de la formulation de la pensée. Ces longues tirades sont remplies d'épanorthoses, ce qui crée des phrases à rallonge et un malaise entre tous les personnages.
Jean-Luc Lagarce s’abstient de décrire le décor de la scène, sauf pour dire que la maison d’enfance de Louis où vivent désormais Suzanne et la Mère – c’est-à-dire le lieu de l’intrigue – se trouve à la campagne. Il y a là l’idée de la routine et d’un monde figé, mais aussi l'idée d'un isolement. Ceci permet également de mettre l'accent sur une opposition entre les espaces associés au personnage de Louis (la grande ville, l'urbanité) et l'espace d'Antoine (petite maison de campagne).
Le dramaturge laisse aussi un flou sur la situation temporelle de la pièce, ne donnant que deux indications « Un dimanche, évidemment, ou bien encore durant près d'une année entière », laisse ici encore une grande place à l'imagination du lecteur, mais montre aussi avant même la première réplique le flou qui sera présent dans toute la pièce, démontrant une sorte de crise.

## Structure de la pièce
La pièce repose essentiellement sur des tirades, même si celles-ci sont entrecoupés de scènes plus dialoguées. L'impossibilité de Louis à dire son message empêche l'action d'avancer et enferme les autres personnages dans un verbiage logorrhéique. Chacun parle, mais ne parvient pas réellement à communiquer avec la personne à laquelle il s'adresse. La parole sert de fuite, et paradoxalement l'on pourrait même dire que la parole empêche de formuler.
La pièce est structurée temporellement de manière relativement précise dans la mesure où elle suit l'arrivée de Louis, puis son départ de la maison. La pièce est encadrée par un prologue et un épilogue pris en charge par Louis. Ces deux monologues ne sont pas directement adressés et tendent à rendre compte des motivations intérieures du personnage.
La structure de la pièce démontre une sorte de porte-à-faux entre les mondes traditionnels et contemporains du théâtre : en effet, cette pièce a une structure contemporaine, puisqu'elle n'est composée que de deux « Partie[s] » comme les a appelées Lagarce, de longueurs très différentes (la première partie comporte onze scènes, la deuxième, trois). Cependant, on retrouve aussi une sorte de forme traditionnelle dans la pièce, puisque comme dans les tragédies traditionnelles, on retrouve la présence d'une structure quinaire : Prologue, Première partie, Intermède, Deuxième partie, Épilogue. De plus, la présence d'un intermède fait aussi allusion à un théâtre traditionnel, puisque les intermèdes étaient des divertissements accessoires donnés durant les entractes de la pièce principale. On les doit à Molière, qui les a introduits dans ses comédies-ballets.

### Prologue
Au moment où il s'adresse à son auditoire, Louis, qui a longtemps nié l'approche de sa mort, a accepté l'idée de l'au-delà. Il veut revoir ses proches pour leur annoncer la nouvelle. Il a toujours feint d’être son propre maître, alors qu’en réalité, il ne peut décider de rien face à la mort. Le retour de Louis chez ses proches est un retour sur lui-même. Le prologue ressemble au chœur du théâtre antique.

### Première partie
Cette partie narre l’arrivée de Louis, l’accueil embarrassé des siens, les banalités d’usage, les premiers sous-entendus lors des retrouvailles, l’évocation du passé, les reproches de moins en moins voilés sur son absence, l’hostilité d’Antoine.
Scène 1
Louis est isolé de sa famille, il n’embrasse personne. Quand Louis est présenté à Catherine, sa mère est choquée. C’est maintenant qu’elle s’aperçoit des conséquences que le départ inexplicable de Louis a engendrées : « Louis, tu ne connais pas Catherine ? » Catherine reproche à Louis d’avoir boycotté son mariage avec Antoine ; depuis, « les occasions ne se sont pas trouvées ». Suzanne est un peu déçue que Louis ne l’ait pas prévenue de son arrivée, car elle aurait bien voulu aller le chercher. Elle pense que Louis a acheté une voiture, mais celui-ci est en réalité venu en taxi depuis la gare. Elle croit que si Louis est parti pour avoir une vie que ses proches n’ont pas eue, il a dû réussir. Antoine et Suzanne se querellent : sans qu’on sache pourquoi, les rapports entre Antoine et Suzanne sont hostiles.
Scène 2
Les enfants de Catherine sont chez leur grand-mère maternelle. S’ils avaient su que Louis viendrait, ils seraient peut-être venus. Catherine et Antoine auraient voulu que leurs enfants voient leur oncle : un autre reproche sur l’absence de Louis. Catherine laisse entendre que les proches de Louis ignoraient s’ils allaient le revoir : « Nous vous avions, avons envoyé une photographie d’elle [...]. » Louis n’est pas tout à fait sûr du nombre de ses neveux et nièces, révélant ainsi sa très longue absence. Il prétend s’intéresser à sa famille. Catherine essaie de justifier le fait que son fils soit prénommé Louis. Antoine s’indigne, et Louis se sent mal. Antoine s’excuse sur un ton réprobateur, mais continue de proférer des injures. « Antoine dit que vous n’en aurez pas [d’enfants]. »
Catherine ne cesse de se heurter aux limites du langage : « logique, ce n’est pas un joli mot pour une chose à l’ordinaire heureuse et solennelle, le baptême des enfants, bon ». Elle cherche à trouver un sujet de discussion pour créer de la convivialité, et évoque dans son monologue par sous-entendus la possible homosexualité de Louis, d’où son incapacité à avoir ou vouloir un enfant.
Scène 3
Suzanne résume sa vie où rien ne s’est passé. Elle admoneste Louis : « Lorsque tu es parti / – je ne me souviens pas de toi – / je ne savais pas que tu partais pour tant de temps [...]. [...] Ce n’est pas bien que tu sois parti, [...]. » Pendant que Louis voyageait, Suzanne ignorait s’il était toujours en vie. Elle vacille sans cesse entre le passé et le présent.
Louis est un écrivain probablement homosexuel, ce qui l’éloigne de sa famille (« je pensais que ton métier était d’écrire (serait d’écrire) »). Suzanne lui reproche d’avoir écrit à beaucoup de personnes sans jamais correspondre avec sa famille, de mépriser les siens, et de leur avoir envoyé des messages superficiels que n’importe qui pouvait lire. À un moment, elle a envie de pleurer, car elle trouve qu’elle a dilapidé sa vie : « Je voudrais partir mais ce n’est guère possible. »
Scène 4
Antoine a hâte d’interrompre une conversation que Catherine et sa mère ont à peine entamée. Il veut atténuer sa fureur en agressant quiconque a l’air joyeux. Antoine s’indigne quand sa mère mentionne son enfance, qu’il a partagée avec Louis. Quand il lance une incorrection, sa mère est rancunière : « […] le même mauvais caractère, / borné, / enfant déjà, rien d’autre ! » Les relations entre Antoine et la mère sont tendues.
La famille était fière de la voiture qu’elle possédait malgré son statut modeste. Le père était apparemment traditionaliste et provincial, il aimait les voitures – peut-être plus que sa femme. Son orgueil était néanmoins mal placé, il n’était pas aventurier, n’avait rien d’étonnant. Symboliquement, la mère raconte la vie de Louis dont la mort est imminente. La famille menait une vie harmonieuse que quelque chose – peut-être le départ de Louis – a interrompue.
La mère aussi a des problèmes de communication ; elle hésite entre le présent de l’indicatif et celui du subjonctif : « Avant même que nous nous marions, mariions ? » Ses paroles rêveuses trahissent sa tendance à vivre dans le passé, époque où elle et son mari étaient ancrés à leurs coutumes. Puis il y eut un changement : « Après, ils eurent treize et quatorze ans, / Suzanne était petite, ils ne s’aimaient pas beaucoup, ils se chamaillaient toujours, ça mettait leur père en colère, ce furent les dernières fois et plus rien n’était pareil. » Elle accuse ses fils d’avoir tout gâché en devenant « trop grands ». Le retour de Louis l’a évidemment poussée à ressasser ses souvenirs. En somme, elle verbalise des réflexions très banales sur une famille plutôt banale.
Scène 5
Cette scène est cruciale, car Louis y justifie son retour. Il craint que ses proches aient cessé de l’aimer. Il pense qu’ils ont renoncé à lui « après avoir tant cherché à me garder auprès d’eux ». Louis croit qu’il se sent plus aimé quand les autres font mine de ne pas penser à lui. Il est venu les voir parce que « cette absence d’amour fit toujours plus souffrir les autres que moi. » Mais sa famille a fini par l’abandonner : elle ne l’aime pas comme un vivant, mais comme un mort.
Louis se méfie du langage : « je ne sais pas si je pourrai bien la dire ».
Il s'agit probablement d'un monologue dans lequel Louis, seul sur scène, s'exprime soit à lui-même, soit aux lecteurs/spectateurs.
Scène 6
Les relations entre Antoine et Louis sont toujours tendues : « Il veut toujours que je ne m’intéresse pas, / il a dû vous prévenir contre moi. » Selon Catherine, Antoine est furieux parce qu’il trouve que Louis ne s’intéresse pas à lui. La situation d’Antoine « n’est pas mauvaise » : il travaille « dans une petite usine d’outillage », mais Catherine ignore les détails. D’après elle, la supposition d’Antoine que Louis ne s’intéresse pas à lui n’est peut-être pas tout à fait fausse. Elle refuse cependant que Louis lui parle des choses importantes, qu’il “est préférable que vous ne me (disiez) rien”. D’après elle, “je ne compte pas”, et il ne faut pas que Louis passe par elle pour atteindre Antoine”.
Scène 7
Louis et Suzanne ont une brève conversation. Suzanne donne son avis sur cette « fille-là », et Louis s’indigne.
Scène 8
La mère tient une longue tirade. Elle dit à Louis : « Ils veulent te parler, / ils ont su que tu revenais et ils ont pensé qu’ils pourraient te parler, / un certain nombre de choses à te dire depuis longtemps et la possibilité enfin. » Elle révèle qu’« [i]ls voudront t’expliquer mais ils t’expliqueront mal, / car ils ne te connaissent pas, ou mal. » D’après elle, ils craignent que Louis ne leur donne pas le temps nécessaire pour lui expliquer tout ce qu’ils voudraient. Elle essaie de prévoir la réaction de Louis : « tu répondras à peine deux ou trois mots, / ou tu souriras, la même chose [...]. […] et ce sourire aura aggravé les choses entre vous, / ce sera comme la trace du mépris, la pire des plaies. » D’après la mère, Suzanne « sera triste », tandis qu’Antoine « sera plus dur encore ». Elle sait que Suzanne veut changer de vie, et qu’Antoine « voudrait pouvoir vivre autrement avec sa femme et ses enfants / et ne plus rien devoir [...]. »
La mère voit juste : « […] la journée se terminera ainsi comme elle a commencé, / sans nécessité, sans importance. » Elle dit à Louis que les autres voudraient qu’il les encourage, qu’il encourage Suzanne à lui rendre visite de temps en temps et qu’il donne à Antoine « le sentiment qu’il n’est plus responsable de nous ». Antoine aurait toujours cru être responsable de tous, ce qui est faux. Elle veut que Louis lui donne « l’illusion qu’il pourrait à son tour, à son heure, m’abandonner ». À la fin, la mère demande que Louis lui révèle son âge.
Scène 9
Catherine demande à Louis s'il veut du café, ce qui pousse Suzanne à demander si Louis et Catherine vont continuer à se vouvoyer. Antoine rétorque qu’ils font comme ils veulent, et Suzanne s’indigne. Leur dispute explose sur une trivialité, mais celle-ci est due à l’intériorité continue des émotions de ces deux personnages qui ne parviennent pas à exprimer leurs pensées, c’est la goutte qui fait déborder le vase. Louis ne semble pas remarquer leurs invectives ; il répond à Catherine qu’il aimerait bien un peu de café. Suzanne et Antoine se fâchent davantage et finissent par s’en aller, suivis de Louis et de la mère, laissant Catherine seule à la table familiale, alors qu'elle est la seule à ne pas être liée par les liens du sang. Ce paradoxe est révélateur de la rupture familiale.
Scène 10
Louis essaie de se rassurer. Il espère que sa mort fera disparaître le monde et que les autres le rejoindront pour lui tenir compagnie. Il fait de son mieux pour résister à la mort : « Je suis un meurtrier et les meurtriers ne meurent pas, / il faudra m’abattre. » Il croit pouvoir décider de tout, la mort incluse. Celle-ci l’a obsédé durant ses périples jusqu’à ce qu’un certain « à quoi bon » l’encourage à terminer ses « dérisoires et vaines escapades ».
Scène 11
La conversation entre Louis et Antoine est ponctuée de mercuriales. Quand Louis essaie de justifier son arrivée, Antoine répond : « Pourquoi est-ce que tu me racontes ça ? » Louis a trouvé son voyage assez banal. Antoine pense que Louis regrette son voyage et qu’il ignore les raisons de son propre retour. Il l’accuse de ne jamais l’avoir réellement connu. Les raisons du retour de Louis ne l’intéressent pas. Que Louis soit présent ou pas, aux yeux d’Antoine, cela ne fait aucune différence. Antoine s’en va, il ne veut plus écouter Louis : « Les gens qui ne disent jamais rien, on croit juste qu’ils veulent entendre, / mais souvent, tu ne sais pas, / je me taisais pour donner l’exemple. »

### Intermède
Scène 1
Louis se lamente : « C’est comme la nuit en pleine journée, on ne voit rien, j’entends juste les bruits, j’écoute, je suis perdu et je ne retrouve personne. » Sa mère ne comprend pas.
Scène 2
Suzanne dit à Antoine qu’elle a entendu la dispute entre lui et Louis. Antoine répond qu’ils se sont énervés et qu’il ne s’était pas attendu à de telles manières de la part de Louis.
Scène 3
Louis a fait un rêve : les pièces dans la maison de sa mère étaient tellement éloignées les unes des autres qu’il marchait pendant des heures sans jamais les atteindre, sans rien reconnaître.
Scène 4
Suzanne demande pourquoi Louis ne les a pas visités plus souvent : « et rien de bien tragique non plus, / pas de drames, des trahisons, / cela que je ne comprends pas, / ou ne peux pas comprendre. » Antoine trouve son frère « désirable et lointain, distant, rien qui se prête mieux à la situation. Parti et n’ayant jamais éprouvé le besoin ou la simple nécessité. »
Scène 5
Catherine aussi a entendu la dispute entre Louis et Antoine, « et c’est maintenant comme si tout le monde était parti / et que nous soyons perdus. »
Scène 6
Antoine rassure sa sœur : d’après lui, elle n’a jamais été malheureuse, c’était plutôt Louis le malheureux. Il prétend que Suzanne ressemble à Louis et qu’elle voulait « être malheureuse parce qu’il était loin, / mais ce n’est pas la raison, ce n’est pas une bonne raison, / tu ne peux le rendre responsable, / pas une raison du tout, / c’est juste un arrangement. »
Scène 7
La mère dit à Catherine qu’elle les a cherchés. Quand elle appelle Louis, c’est Suzanne qui répond.
Scène 8
Suzanne s’indigne parce que soit Antoine, soit Louis – nous ignorons à qui elle s’adresse – ne répond jamais à ses appels. Elle révèle que la famille a essayé plusieurs fois de contacter Louis. Antoine essaie de rassurer sa sœur en affirmant qu’il n’a jamais été loin ou introuvable. Mais Suzanne s’indigne : elle prétend connaître les « petits arrangements » d’Antoine.
Scène 9
La mère demande à Louis s’il l’a vraiment entendue : « Je ne sais pas. / Ce n’est rien, je croyais que tu étais parti. » Elle craint que Louis ne soit déjà reparti.

### Seconde partie
Scène 1
Dans un soliloque, Louis dévoile qu’il a décidé de prendre congé de sa famille sans révéler son secret. Il promet « qu’il n’y aura plus tout ce temps / avant que je revienne, / je dis des mensonges [...] ». Il passera peut-être quelques coups de fil, donnera de ses nouvelles, mais « c’était juste la dernière fois, / ce que je me dis sans le laisser voir ». « Antoine […] dit plusieurs fois qu’il ne veut en aucun cas me presser, / qu’il ne souhaite pas que je parte, […] mais qu’il est l’heure du départ, / et bien que tout cela soit vrai, / il semble vouloir me faire déguerpir, c’est l’image qu’il donne, [...]. »
Scène 2
Antoine propose d’accompagner Louis, mais Suzanne préfère que Louis reste pour dîner. Louis préfère repartir le lendemain, ce qui est ironique puisqu'il dit : « Mieux encore, je dors ici, je passe la nuit, je ne pars que demain, / mieux encore, je déjeune à la maison, / mieux encore je ne travaille plus jamais, / je renonce à tout, / j'épouse ma sœur, nous vivons très heureux. » Il est sous-entendu qu'ils se prennent la tête pour un rien, mais surtout que Louis veut repartir le soir-même. Antoine s’offusque des propositions de Suzanne, il ne veut pas changer de plan. Quand Suzanne lui dit qu’il est désagréable, il s’indigne. D’après Catherine, Suzanne voulait juste remarquer qu’Antoine est parfois « un peu brutal », ce qui aggrave la colère d’Antoine et le pousse à devenir violent envers Louis avec la réplique « Tu me touches : je te tue », alors qu'il essayait simplement de le calmer. Il proclame qu’il ne voulait rien de mal, qu’on ne peut pas toujours avoir raison contre lui, et que la réaction des autres est fort injuste.
Catherine préfère qu’Antoine s’en aille avec Louis, ce à quoi Louis acquiesce. Antoine déclare qu’il est désolé et fatigué sans savoir pourquoi. Il ne voulait pas être méchant, ni brutal, il n’a jamais été ainsi. Il se souvient que lui et Louis se battaient sans cesse étant petits. Antoine sortait toujours vainqueur, « parce que je suis plus fort, parce que j’étais plus costaud que lui », ou alors « parce que celui-là se laissait battre ». Il tance les autres pour avoir fait front contre lui et morigène Suzanne qui, selon lui, aurait toujours pris le parti de Louis.
Scène 3
La scène est constituée d'une longue tirade d'Antoine, ponctuée d'une brève réplique de Louis. Ses paroles « Tu dis qu’on ne t’aime pas, / je t’entends dire ça, toujours je t’ai entendu, […] » sont adressées à son frère. Il ajoute que « tu ne manquais de rien et tu ne subissais rien de ce qu’on appelle le malheur. » Il admet cependant que « nous n’étions pas bons avec toi, / et nous te faisions du mal. / Tu me persuadais, / j’étais convaincu que tu manquais d’amour. » Enfant, Antoine souffrait pour son frère : « cette peur que j’avais que personne ne t’aime jamais, / cette peur me rendait malheureux à mon tour, / comme toujours les plus jeunes frères se croient obligés de l’être par imitation et inquiétude, […]. » La famille pensait en effet qu’elle n’aimait pas assez Louis.

### Épilogue
Louis est mort : « Après, ce que je fais, / je pars. / Je ne reviens plus jamais. Je meurs quelques mois plus tard, / une année tout au plus. » Il mentionne son séjour dans le Sud de la France : égaré dans les montagnes durant une promenade nocturne, il décida de suivre une voie ferrée. Arrivé devant l’entrée d’un immense viaduc qui dominait une vallée, il éprouva un farouche besoin de « pousser un grand et beau cri, / un long et joyeux cri qui résonnerait dans toute la vallée, […]. » Mais il se tut.
Il clôt en déclarant : « Je me remets en route avec seul le bruit de mes pas sur le gravier. / Ce sont des oublis comme celui-là que je regretterai. »

## Éditions
- Jean-Luc Lagarce, Juste la fin du monde, Besançon, Les Solitaires intempestifs, coll. « Bleue », 2000, 77 p. (ISBN 2-912464-88-9)
- Jean-Luc Lagarce, Juste la fin du monde, Paris, Flammarion, coll. « Étonnants classiques », 2020, 218 p. (ISBN 978-2-0815-1844-5)
- Jean-Luc Lagarce (préf. Jean-Pierre Sarrazac), Juste la fin du monde, Besançon, Les Solitaires intempestifs, coll. « Classiques contemporains », 2020, 155 p. (ISBN 978-2-84681-612-0)

## Adaptations

### Au théâtre
La pièce de théâtre a été adaptée dans une mise en scène de François Berreur en 2007, avec la distribution suivante : Danièle Lebrun, Elizabeth Mazev, Clotilde Mollet, Hervé Pierre, Bruno Wolkowitch, et dont les répétitions ont fait l'objet d'une vidéo du réalisateur Joël Curtz.
La pièce entre au répertoire de la Comédie-Française en mars 2008, avec la mise en scène de Michel Raskine (récompensée par le Molière du meilleur spectacle), et donne lieu à de nouvelles représentations lors de la saison 2009-2010 (reprise).
Samuel Theis met lui aussi en scène Juste la fin du monde en 2011. Le spectacle remporte les prix SACD et Théâtre 13 Jeunes metteurs en scènes.
En 2020, Félicité Chaton, assistée de Suzie Baret-Fabry l'ont mise en scène, avec la collaboration artistique d'Angèle Peyrade.

### Au cinéma
Olivier Ducastel et Jacques Martineau adaptent la pièce en 2008 dans un film avec la distribution de la Comédie-Française : Pierre Louis-Calixte (Louis), Catherine Ferran (Martine, la mère), Elsa Lepoivre (Catherine, la femme d'Antoine), Julie Sicard (Suzanne), Laurent Stocker (Antoine).
Xavier Dolan adapte la pièce au cinéma dans le film franco-canadien Juste la fin du monde, sorti le 21 septembre 2016 en France et au Québec avec la distribution suivante : Gaspard Ulliel (Louis), Nathalie Baye (Martine, la mère), Léa Seydoux (Suzanne), Vincent Cassel (Antoine) et Marion Cotillard (Catherine, la femme d'Antoine).